# بالز ۸
بالز ۸ (به انگلیسی: Balls 8) یک هواپیمای ساختِ بوئینگ است. این هواپیما در ۱۱ ژوئن ۱۹۵۵ میلادی نخستین پرواز خود را انجام داد.